# Винарово (Видинская область)
Винарово (болг. Винарово) — село в Болгарии. Находится в Видинской области, входит в общину Ново-Село. Население составляет 814 человек.

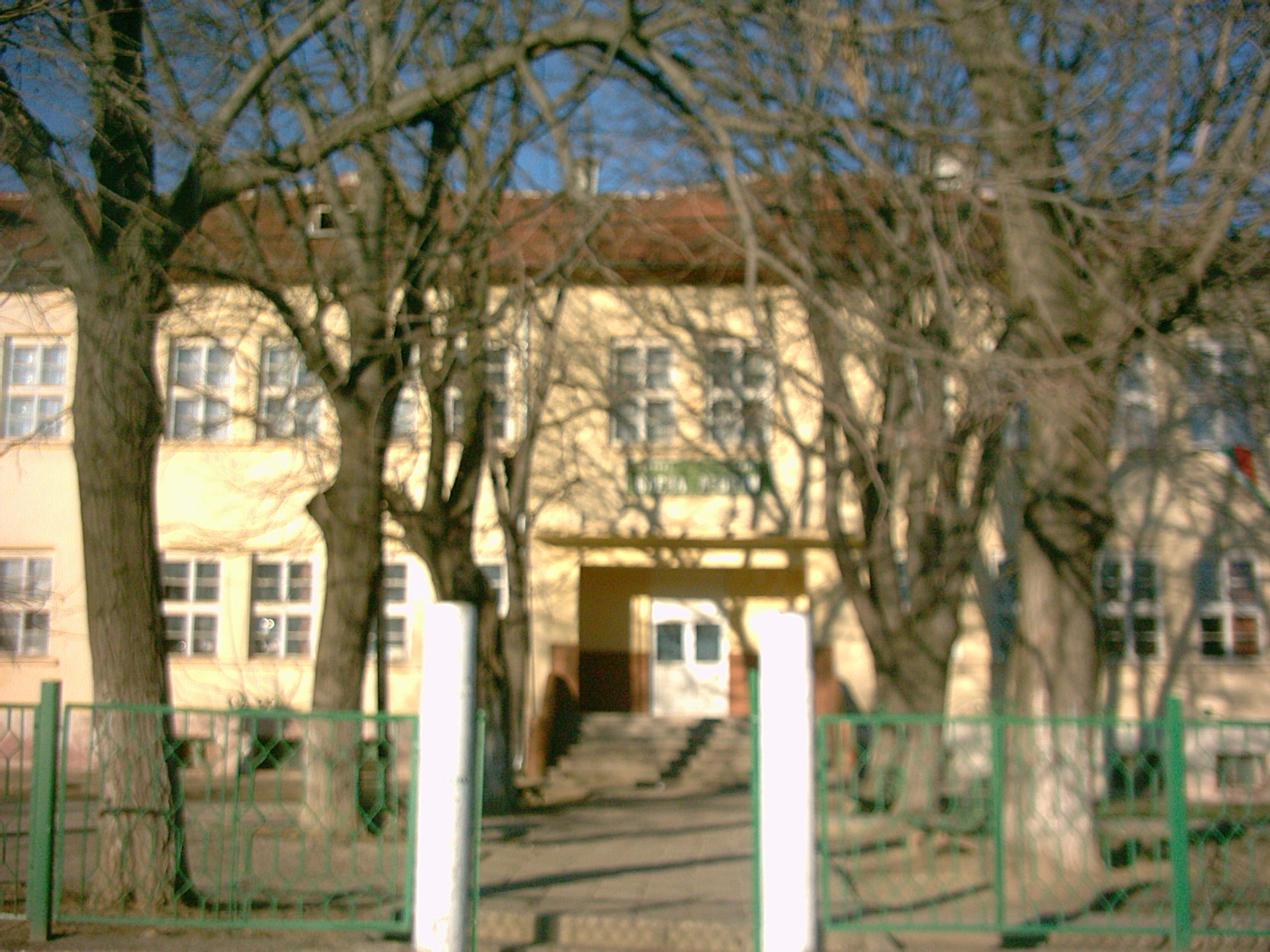

## Политическая ситуация
В местном кметстве Винарово, в состав которого входит Винарово, должность кмета (старосты) исполняет Цветанка Филипова Стоянова (коалиция в составе 2 партий: Болгарская социалистическая партия (БСП), Земледельческий союз Александра Стамболийского (ЗСАС)) по результатам выборов.
Кмет (мэр) общины Ново-Село — Георги Герасимов Стоенелов (независимый) по результатам выборов.